# Elachiptera rubrolimbata
Elachiptera rubrolimbata är en tvåvingeart som beskrevs av Oswald Duda 1930. Elachiptera rubrolimbata ingår i släktet Elachiptera och familjen fritflugor. Inga underarter finns listade i Catalogue of Life.